# Рандал Манро
Рандал Патрик Манро (енгл. Randall Patrick Munroe; Истон, 17. октобар 1984) је амерички цртач веб стрипова, писац и бивши роботичар у НАСА и програмер, најпознатији као аутор вебстрипа xkcd. Он и његов стрип су стекли култни статус, и спада у малу групу цртача веб стрипова који могу да се издржавају од својих стрипова.

## Биографија
Манро је био љубитељ хумористичних стрипова од раног детињства, почев од стрипа Калвин и Хобс. Након што је завршио средњу школу и дипломирао физику на Универзитету Кристофер Њупорт Манро је радио по уговору о делу (independent contractor) за НАСА, у Истраживачком центру Ленгли пре и после дипломирања. Јануара 2006, НАСА није обновила уговор са њим па се посветио раду на стрипу xkcd. Сада се издржава продајом мајица и сличне робе у вези са xkcd стрипом. Овај веб стрип је брзо постао врло популаран, дошавши на 70 милиона посета месечно у октобру 2007.
Такође је држао предавања на местима као што је Гуглов центар, Гуглплекс.
Манро живи у Самервилу, Масачусетс и има два брата, Дага и Рикија.

## Вебстрип
је хумористични стрип у коме се појављују стилизоване људске фигуре. Теме којима се стрип бави су рачунарско програмирање, математика, наука, језик и љубав.
Манро је првобитно користио xkcd као надимак на сервисима за ћаскање на Интернету, јер је желео надимак који нема значење како му временом не би досадио. Регистровао је домен под тим именом, али га је оставио празног све док није почео да на њега качи своје цтреже септембра 2005. Стрип има врло лојалну скупину обожавалаца. Манро је рекао: Мислим да је стрип на који је било највише реакција у ствари био онај о семафорима.
Манро своје радове објављује под Криејтив комонс  2.5 лиценцом, истичући да се ту не ради само о покрету слободне културе, већ и о исплативој пословној пракси. Приходе стиче од продаје робе љубитељима стрипа, а обим продаје се мери у хиљадама мајица месечно.

## Други пројекти
Манро је аутор веб-сајтова „BestThing“, (Најбоље)"„The Funniest“ (Најсмешније), и „The Fairest“ (најлепше), од којих сваки посетиоцу изнова и изнова приказује две опције за избор, и посетилац бира бољу, смешнију или лепшу опцију.
Започео је веб-сајт WetRiffs као шалу, месец дана након што је нацртао стрип Правило 34, како би се пожалио на недостатак фотографија са гитарама под тушем на Интернету.
LimerickDB који охрабрује писање и сакупљање старе лимерик поезије. Лимерик је посебан облик шаљиве песмице у пет стихова.
Започео је геокешинг вики који је базиран на једном од његових стрипова који садржи алгоритам који генерише псеудослучајне координате широм света сваког дана.
Осим што одржава своје веб-сајтове, Манро се такође бави и фотографијом помоћу змаја, где се фото-апарат качи за змаја који се пушта у ваздух, и са њега се сликају терен и објекти испод.